# Zaidites del Iemen
Els zaidites del Iemen (o Zaydites del Iemen) foren una dinastia d'imams fundada per al-Hadi al-Hakk Yahya al final del segle ix o principis del X i que va durar fins al 1962/1970.

## Història

### Primers segles
La zaydiyya al Iemen fou fundada el 897 pel net d'al-Kasim ibn Ibrahim, anomenat al-Hadi ilà-l-Haqq Yahya, que fou cridat per les tribus locals per posar fi als conflictes intertribals. Hi havia alguns elements xiïtes, però el zaydisme no havia penetrat al Iemen. Al-Hadi va establir la capital a Sada. Allí va morir i fou enterrat igual que els seus fills Muhammad al-Murtada (+ 922) i Ahmad al-Nasir li-Din Allah (+934) que foren els imans que el van seguir. En aquest es van establir les bases de la ideologia zaydita. Després d'Aghmad al-Nasir els seus descendents es van disputar el poder i cap fou reconegut com a imam fins que l'imamat va quedar restablert sota al-Mansur billah al-Kasim al-Iyani (vers 993-1003) descendent d'un oncle d'al-Hadi (Muhammad ibn al-Kasim). El fill d'al-Mansur, al-Husayn al-Mahdi li-Din Allah (1010-1013) fou reconegut com a imam però la seva formació en teoria religiosa era menor i fou discutit; ers va defendre declarant que igualava al Profeta i que era el Mahdi esperat però finalment fou mort en batalla i llavors els seus partidaris i la seva família van declarar que no havia mort i que tornaria i d'aquest fet va sorgir una secta anomenada Husayniyya. Aquesta secta, dirigida per la descendència de Djafar, el germà d'al-Mahdi, va agafar el control de la fortalesa inexpugnable de Shahara i durant el segle xi fou la principal oposició als ismaïlites sulàyhides al nord del Iemen.
El 1067 Mutarrif ibn Shihab (+ després del 1067) va fundar una segona secta zaydita, la Mutarrifiyya, inspirada en els ensenyaments d'al-Hadi ilà-l-Haqq Yahya però interpretades de manera arbitrària de forma que va canviar les doctrines mutzalites el que li va valer un conflicte amb Bàssora centre del mutzalisma adoptat pels zaydites de la zona de la mar Càspia. Fou una opció minoritària que es va desenvolupar durant el període sulàyhida sene gaire oposició.
L'imamat fou restaurat per Àhmad ibn Sulayman al-Mutawakkil. En el seu regnat l'imam al-Mutawakkil-ala-Llah (1137-1170) va establir el territori zaydita que incloïa Sa'dah, Najran i per un temps Zabid i Sanaa. Va combatre als mutarrifites (i en menor mesura a la husayniyya) i va afavorir la unitat del zaydisme a l'interior i a l'exterior reconeixent als imans de la mar Càspia amb el mateix rang que els del Iemen; buscava l'aliança amb l'ala pro-xiïta del mutazalisme (fundat per Wasil ibn Ata). Sota al-Mansur billah Abd Allah ibn Hamza (1197-1217) tornaven a governar a les regions muntanyoses de Sada, el Dhammar i Sanaa. Al-Mansur no era descendentd'al-Hadi sinó del seu germà Abd Allah al-Mansur, i va ocupar per dues vegades la ciutat de Sanaa però el seu poder va enfrontar al aiubita al-Masud Yússuf ibn al-Kamil (1215-1229). Va perseguir als mutarrifites com herètics (aquesta secta i la hussayniyya van desaparèixer dos segles després al segle xv); fou un ardent partidari del mutazilisme. A la mort d'al-Mansur la dinastia zaidita es va dividir i al-Hadi ila l-Hakk Yahya, descendent d'al-Hadi al-Hakk Yahya, es va declarar imam a Sanaa mentre un fill d'al-Mansur es declarava imam a alguns territoris al sud de la ciutat. Aquesta divisió va intentar ser superada per al-Mahdi li-Din Allah Ahmad ibn al-Husayn però va rebrotar el 1254 i fou deposat pels notables (1255) i el nou imam Shams al-Din Ahmad es va sotmetre als rassúlides. Al-Muayyad Billah Yahya ibn Hamza fou imam (1328-1346) fou un autor prolífic, i gens sectari, obrint-se al coneixement sunnita i adoptant la teoria mutazilita de l'escola d'Abu l-Husayn al-Basri. La penetració en aquest temps de les ordes sufís al Iemen va obligar a la zaydiyya a reexaminar la seca actitud sobre el sufisme; les ordes eren militants contra el xiisme i era difícil un acord però es va crear una escola zaydita de sufisme sota l'imam al-Nasir Salah al-Din Muhammad (1371-1391), però finalment el sufisme fou denunciat per les seves pràctiques il·legals. El següent imam fou al-Mahdi li-Din Allah Ahmad ibn Yahya ibn al-Murtada (1391-1392) sota el que les lluites entre zaydites van retornar.

### Període otomà
El 1516 els otomans es van apoderar del Iemen i amb diverses alternatives el van conservar. El 1591 els zaidites sota al-Mansur billah al-Kasim ibn Muhammad (conegut per Kasim el Gran), descendent en dissetena generació del fundador de l'imamat, va restaurar l'imamat (1598-1620) fundant la branca Kasimita d'imams; l'imamat es va consolidar el 1630 quan el govern otomà va decidir evacuar la província del Iemen, molt costosa de mantenir, i la va deixar en mans dels Banu Barakat de la Meca, xerifs de la Meca. A kasim el va succeir el seu fill Muhammad al-Muayyad que va morir el 1644 i el va succeir el seu germà Ismail ibn Kasim que es va imposar a altres pretendents enfront dels seus germans i nebots i va agafar el títol d'imam al-Mutawakkil (Kasim el Gran i Muhammad només va portar el títol de Sayyid). Ismail ibn Kasim, i va governar 33 anys amb seu a Dúran. El 1675 el va succeir el seu nebot al-Kasim ibn Muhammad al-Muayyad, i el seu cosí al-Mahdi li-Din Allah Ahmad ibn al-Hasan ibn al-Kasim. Quan els francesos van arribar a Mukha el gener del 1709 el governador local va signar un tractat en nom de l'imam Mahdi Muhammad ibn Ahmad que era vell i residia a Mawahib. En aquest temps hi va haver diversos imams rivals i la lluita civil va predominar. Mukha fou incendiada pels francesos el 1738. Aquestes lluites van facilitar l'emergència de nous poders com Abu Arish (prop de Djayzan) on el xerif local de la dinastia del khayràtides (descendents de la família de Katada a la Meca) era virtualment independent quan hi va arribar Niebhur el 1763 (era xerif Muhammad ibn Ahmad que l'any anterior havia succeït al seu pare difunt Ahmad ibn Muhammad ibn Khayrat; Muhammad va governar del 1762 al 1801 i del 1803 fins al 1809), al mateix moment que a Sanaa dominava l'imam Mahdi Abbas ibn Mansur que va morir el 4 de setembre de 1775 i el va succeir el seu fill Mansur Ali ibn al-Abbas.

## Wahhabites i egipcis
El 1804 els wahhabites es van estendre pel Hijaz i el cap de les tribus Rufayda de l'Asir, Abu Nukta "Pare del LLoc" (Muhammad ibn Amir Abu Nukta al-Rufayda) tot i haver perdut un ull va prendre el poder a tota la regió (1801-1803); els emirs o xeics dels Rufayda van tenir després el poder a l'Asir a l'entorn d'Abha fins al 1818 (quan va caure la capital wahhabita al-Diriyya en mans dels egipcis). El 1809 va pujar al poder a Abu Arish Hamud ibn Muhammad Abu Mismar (1809-1818) que es va haver de declarar vassall dels al-Saud wahhabites, però mai no fou un convers sincer. Va instigar a Sayyid Ahmed II ibn Ali, el fill gran del ja difunt imam de Sanaa, Mansur Ali (mort el 24 d'octubre de 1809) a agafar directament el govern amb el títol d'Imam al-Mutawakkil. El 1813 els egipcis van rebre l'encàrrec d'expulsar els wahhabites. El 9 de setembre de 1816 va morir l'imam Ahmad II i el va succeir el seu fill Abd Allah ibn Ahmad. El poder dels wahhabites no obstant va persistir fins que el 1818 la capital wahhabita al-Diriyya va ser ocupada pels egipcis. El 1818/1819 els egipcis van dominar tot el Hijaz amb Qunfudha (o Qunfudah o Qunfudhah), Abu Arish, Luhayya i al-Hudayda, que foren retornats a la sobirania de l'imam de Sanaa a canvi d'un tribut; a Asir els poders locals es van mantenir (vegeu Regió d'Asir). Un tractat amb Gran Bretanya es va signar el 1821.
El 1832 Egipte es va enfrontar a la Porta. Un general otomà de nom Türkce Milmez (El que no sap turc), naib d'Arkiko, enviat al Iemen amb soldats albanesos, es va apoderar del Iemen i la costa de la moderna Eritrea; Egipte va enviar al general Ahmad Pasha a apoderar-se de la província i amb el suport de l'imam ho va aconseguir i fins i tot va ocupar Massawa. L'ocupació militar egípcia directa fou breu però el control de Hijaz, Emirat d'Asir i el Iemen va durar fins a 1840. El 27 de novembre de 1835 va morir l'imam Abd Allah i el va succeir el seu fill Mansur Ali II ibn Abd Allah. Enfrontat a un oncle aquest va vendre Taizz, seu del seu govern, als egipcis; aquest i un altre conflicte domèstic van provocar l'enderrocament d'Ali II (que fou empresonat) i el va succeir Nasir Abd Allah II ibn al-Hasan. El paixà d'Egipte va oferir la compra de Sanà a l'imam però aquest va rebutjar l'oferiment. El 1839 els britànics es van apoderar d'Aden.
Nasir Abd Allah II fou assassinat el febrer de 1840 pels seus servidors i el va succeir el seu oncle Muhammad IV ibn Hamad al-Hadi. Ali II fou alliberat. Pel mateix temps Egipte, sota pressió de les potències, va retirar les seves forces de Síria i Palestina i del Iemen. Egipte va oferir el Iemen al xerif de la Meca però el xerif khayràtida d'Abu Arish al-Husayn ibn Ali ibn Haydar (1840-1848) s'hi va oposar i en va prendre possessió oferint pagar un tribut a Egipte. Fou confirmat per la Porta (el govern otomà) que li va concedir el títol de paixà, i de fet esdevingué plenament independent a Abu Arish i el Iemen. Els britànics van enviar una fragata d'Aden a Mukha per protegir als seus súbdits i el xerif va reaccionar i va insultar al capità, va arrancar els símbols del consolat britànic i va escriure una carta reclamant la restitució d'Aden. Finalment els britànics van arribar a un acord directament amb la Porta i la sobirania turca al Iemen fou reconeguda i es va enviar un comissionat turc al Iemen. El xerif va haver de reconèixer la seva dependència de l'Imperi Otomà, demanar excuses i restituir els símbols consulars, i els turcs li van donar el títol de Husayn Pasha, el van nomenar governador de la costa d'Asir i el Iemen (1843) i el van enviar a conquerir la Tihama al nord (l'emirat de l'Alt Asir, aliat als wahhabites).
El 8 de gener de 1844 va morir l'imam Muhammad IV ibn Hamad al-Hadi i Ali II fou restablert com imam. Va intentar recuperar les províncies perdudes i va avançar fins a Qataba on va emetre ordres per a tots els xeics de la regió d'anar a fer-li homenatge, cosa que no tots van obeir i el titulat sultà de Lahej (títol agafat pel xeic de la zona el 1832) no es va presentar. Va decidir ocupar Lahej i va enviar una comissió a Aden per preguntar s'hi hi havia alguna objecció britànica, però mentre alguns conflictes interns el van obligar a tornar a Sanaa i el xerif d'Abu Arish i governador otomà de Mukha va aprofitar per ocupar Taizz, Djubla i Ibb, però davant del perill d'una expedició otomana es va limitar a cobrar tot els impostos i taxes que va poder i va abandonar la zona cap a Abu Arish. Les revoltes havien estat freqüents i un dels rebels, Ahmad III ibn Hashim, va agafar el títol d'imam (dinastia mutawakkilita) el 1848. Va derrotar el xerif d'Abu Arish al que va fer presoner i se li van sotmetre Zabid, Mukha i altres llocs. Husayn Pasha d'Abu Arish fou alliberat contra un rescat de 20000 dòlars i no va trigar a recuperar el control de la costa iemenita (1849) i l'imam va quedar reduït altre cop a Sanaa.

### Segon període otomà
Els otomans llavors van decidir fer valer la seva sobirania sobre tot el Iemen i van enviar una expedició a al-Hudayda (1849). Husayn va entregar totes les seves possessions al Iemen i es va retirar a Abu Arish que va conservar en feu. Va morir el 1851 en un viatge a Constantinoble (al seu darrere s'esmenten Haydar, 1851-1856, i Hasan ibn Muhammad, 1856-1863). El 1849 el comandant otomà Tewfik Pasha va rebre a al-Hudayda a l'imam de Sanà que va jurar fidelitat al sultà otomà. Els dos van anar llavors a Sanà per proclamar la sobirania del sultà amb un reduït contingent de tropes otomanes, però a la ciutat els zaidites locals es van revoltar, van matar a tots els turcs que van trobar i el mateix Tewfik Pasha va quedar ferit i va haver de fugir cap a al-Hudayda. Ahmad III fou deposat i proclamat altre cop (tercera vegada) Ali II. Un fill d'Ahmad II es va revoltar i es va apoderar de Sanà poc després, però va deixar lliure a Ali II; va agafar el títol d'Imam al-Hadi establint-se a Rawda, una mica al nord de la ciutat de Sanà, la qual li va refusar obediència i allí es va proclamar un nou imam molt aviat enderrocat per Ghalib ibn Muhammad proclamat també imam el 1850. El mateix 1850 els otomans van intentar establir-se a Shihr i altres llocs a l'est d'Aden però no ho van aconseguir i diversos governadors (paixes) foren nomenats a al-Hudayda i van passar ràpidament (Mustafa Sabri Pasha del maig del 1850 al març de 1851, Mehmed Sirri Pasha, del març de 1851 a l'octubre de 1851, Bonaparta Mustafa Pasha, del l'octubre de 1851 al maig de 1852, i Kürt Mehmed Pasha del maig del 1852 al maig del 1856). Els otomans van poder establir governadors a Sanà el 1852.
El 1856 el xerif de la Meca Abd al-Muttalib fou enviat presoner a Constantinoble i proclamat al seu lloc Muhammad ibn Awn, i es va imposar finalment a Hijaz l'edicte otomà que establia la prohibició de comerciar amb esclaus, molt impopular a la zona. Els imams tornaven a governar després de 1858 però el poder efectiu principal estava en mans dels valís otomans d'al-Hudayda.
Després de l'obertura del Canal de Suez el 1868 els otomans van enviar una expedició per controlar estretament Aràbia. El 1871 forces otomanes dirigides per Radif Pasha van desembarcar a Qunfudha. L'emir de Haly va facilitar el transport per terra amb camells. La fortalesa de Sewgha a més de 200 km al sud-est de Qunfudha fou atacada i fou conquerida i van seguir altres fortaleses. Abha on governava l'emir Muhammad ibn Ayid (1856/1857-1872), fou atacat pels otomans que el consideraven un perill i que a més a més es consideraven sobirans legítims d'Abu Arish. Muhammad fou derrotat a Rayda (1871) i va morir més tard de les ferides en combat (1872) i diversos familiars foren fets presoners. Abha i Abu Arish van quedar sota ocupació otomana. L'expedició va durar només setanta dies. Es van organitzar llavors la mutasarrifiya d'Asir dins el valiat del Iemen, dividida nou districtes: Mahail, Abha, Rayda, Ridjal Alma, Tenuma, Sabya, Shakik, Haly i Qunfudha. Encara que Abha, Abu Arish i Sabya van romandre 46 anys sota domini turc aquest domini sovint no anava gaire més enllà dels murs de la ciutat on hi havia la guarnició, ja que el camp seguia dominat per les tribus lleials als seus xeics.
Radif Pasha, malalt després de la campanya, va deixar el comandament l'agost de 1871 a Katircioghlu Ahmed Mukhtar Pasha i va retornar a Constantinoble, i aquest substitut fou confirmat com a governador general del Iemen (setembre). Els intents de revolta a l'Asir que es van produir durant l'hivern (1871-1872) foren reprimits.
La frontera amb els protectorats britànics del sud fou establerta per un tractat del 1904 però cap a l'interior els límits eren imprecisos. Els imams tenien la fidelitat de diverses tribus i mantingueren la resistència i un imamat de fet va subsistir a diverses zones. El 1905 la revolta de les tribus zaidites es va fer general i l'imam va haver de ser reconegut oficialment. Durant aquests anys Gran Bretanya va signar acords de protectorat (o equivalents) amb diversos xeics i emirs del sud que nominalment pertanyien al Iemen.

### Imans independents
Amb l'armistici de Mudros del 30 d'octubre del 1918 els otomans van evacuar l'Asir i el Iemen. L'imam de Sanaa fou formalment reconegut com a sobirà de bona part del Iemen. Les tribus de la zona, que havien quedat sota domini dels idríssides del Iemen, es van revoltar i es van aliar amb l'imam zaidita del Iemen, que va enviar al general Abdallah Al Wazir, el qual va conquerir la ciutat d'al-Hudayda l'abril de 1925, i també la regió de Medi o Maydi (situada a la frontera nord del Iemen a la part de la costa). Amb l'agitació a l'emirat idríssida, les ambicions del Iemen van augmentar, però la tribu dels Banu Hummad va obtenir una important victòria sobre els iemenites a Medi. Per prevenir un contraatac iemenita els saudites van enviar tropes.
El 2 de setembre de 1926 l'imam del Iemen va agafar el títol de rei i va confirmar el nom de la dinastia com mutawakkilita. El 20 de novembre de 1930 la dinastia idríssida del Iemen fou deposada i el país annexionat a la província saudita de Hijaz. La frontera amb Iemen fou fixada el 1934 (Tractat de Taïf).
Iemen va entrar a la Lliga Àrab el 1945 i a l'ONU el 1947. El 17 de febrer de 1948 el rei Imam Yahya va morir durant un intent de cop d'estat que va proclamar a Abd Allah (III) ibn Ahmad, que va fracassar definitivament el 14 de març següent; el va succeir el seu fill Ahmad al-Shams ibn Yahya que va governar de manera tirànica i es va enfrontar als britànics per la possessió de la colònia i Protectorat d'Aden. Fou fins i tot deposat efímerament en una revolució (31 de març a 5 d'abril de 1955) que va proclamar sense èxit al seu fill Abd Allah ibn Yahya, però va conservar el poder fins a la seva mort el 18 de setembre de 1962.
Va pujar llavors al tron el seu fill Muhammad (VII) al-Badr ibn Yahya que al cap de 9 dies fou enderrocat per una junta militar que va proclamar la república. Badr va fugir a les muntanyes i es va iniciar una cruenta guerra civil en què Egipte va donar suport als republicans i Aràbia Saudita i Jordània als monàrquics. Les tropes egípcies van ser al país fins al 1967. El setge monàrquic a Sanaa es va aixecar el 1968; finalment la guerra es va acabar en un tractat el 1970 i Aràbia Saudita va reconèixer la república.

## Llista d'imams
- Al-Hadi-ila-l-Haqq Yahya ibn al-Hussayn ibn al-Qàssim ar-Rassí 897-911 (descendent del Profeta)
- Al-Murtada Muhàmmad 911-913, d. 922 (fill)
- Abu-l-Hàssan Àhmad an-Nàsir li-din-Al·lah 913-934 o 937 (germà)
- Al-Múntakhab al-Hàssan 934-936 o 939 (fill)
- Al-Mukhtar al-Qàssim 936-956 (germà)
- Al-Mansur Yahya 934-976 (germà)
- Ad-Daí Yússuf 977-999 (fill)
- Al-Mansur bi-L·lah al-Qàssim ibn Alí al-Iyaní 999-1002 (descendent d'un cosí d'al Hadi ila'l-Haqq Yahya)
- Ad-Daí Yússuf 1002-1012 (segon mandat)
- Al-Mahdí al-Hussayn 1003-1013 (fill d'al-Mansur al-Qasim)
- Al-Muàyyad Àhmad ibn al-Hussayn 1013-1020 (no resident al Iemen; descendent del Profeta per una altra branca)
- Abu-Tàlib Yahya 1020-1033 (no resident al Iemen; germà)
- Al-Muïd li-din-Al·lah 1027-1030 (d'orígens obscurs)
- Abu-Hàixim al-Hàssan 1031-1040 (descendent d'un germà d'al-Hadi ila'l-Haqq Yahya)
- Abu-l-Fat·h an-Nàssir ad-Daylamí ibn al-Hussayn 1038-1053 (descendent del Profeta per una altra branca)
- Al-Múhtasib al-Mujàhid Hamza 1060-1066 (fill d'Abu-Hàixim al-Hàssan)
- Al-Mutawàkkil Àhmad ibn Sulayman 1138-1171 (descendent d'an-Nàssir Àhmad)
- Al-Mansur bi-L·lah Abd-Al·lah ibn Hamza ibn Sulayman ibn Hamza 1187-1217 (descendent d'al-Múhtasib al-Mujàhid Hamza)
- An-Nàssir Muhàmmad 1217-1226 (fill)
- Al-Hadi Yahya ibn Múhsin 1217-1239 (descendent d'al-Mukhtar al-Qàssim)
- Al-Mahdí li-din-Al·lah Àhmad ibn al-Hussayn 1248-1258 (descendent de cosí d'al-Hadi-ila-l-Haqq Yahya)
- Al-Hàssan ibn Wahhàs 1258-1260, d. 1285 (descendent d'al-Múhtasib al-Mujàhid Hamza)
- Yahya ibn Muhàmmad as-Sirají 1261-1262, d. 1296 (descendent d'al-Hàssan ibn Alí ibn Abi-Tàlib)
- Al-Mansur al-Hàssan ibn Badr-ad-Din 1262-1271 (fill d'un cosí d'al-Hadi Yahya)
- Al-Mahdí Ibrahim ibn Àhmad Taj-ad-Din 1272-1276, d. 1284 (nebot)
- Al-Mutawàkkil al-Mutàhhar ibn Yahya ibn al-Murtada 1276-1298 (descendent d'an-Nàssir Àhmad)
- Al-Mahdí Muhàmmad 1301-1328 (fill)
- Yahya ibn Hamza al-Alawí 1328-1346 (descendent del dotzè imam Ali ar-Ridha)
- An-Nàssir Alí ibn Salah 1328-1329 (net d'al-Mahdí Ibrahim)
- Àhmad ibn Ali al-Fat·hí 1329-1349 (descendent d'Abu-l-Fat·h an-Nàssir ad-Daylamí)
- Al-Wàthiq al-Mutàhhar 1349 (fill d'al-Mahdí Muhàmmad)
- Al-Mahdí Alí ibn Muhàmmad 1349-1372 (descendent de ad-Da'i Yússuf)
- An-Nàssir Salah-ad-Din 1372-1391 (fill)
- Alí ibn Salah al-Din 1391-1436 (fill)
- Al-Mahdí li-din-Al·lah Àhmad ibn Yahya ibn al-Murtada 1391-1392, d. 1436 (descendent d'ad-Da'i Yússuf)
- Al-Hadi Alí ibn al-Muàyyad 1393-1432 (descendent d'al-Hadi Yahya)
- Al-Mahdí Salah-ad-Din ibn Alí 1436-1445 (descendent d'al-Mansur Yahya)
- Al-Mansur an-Nàssir ibn Muhàmmad 1436-1462 (rebesnet d'al-Mutawàkkil al-Mutàhhar ibn Yahya)
- Al-Mutawàkkil al-Mutàhhar ibn Muhàmmad 1436-1474 (descendent de germà d'Abu-Hàixim al-Hàssan)
- Al-Muàyyad Muhàmmad 1462-1503 (fill d'al-Mansur an-Nàssir)
- An-Nàssir Muhàmmad ibn Yússuf 1474-1488 (descendent d'al-Mahdí Ali)
- al-Hadi Izz-ad-Din ibn al-Hàssan 1474-1495 (net d'al-Hadi Ali)
- Al-Mansur Muhàmmad ibn Ali al-Washali 1475-1504 (descendent de Yahya ibn Muhàmmad as-Siraji)
- An-Nàssir al-Hàsan ibn Izz-ad-Din 1495-1523 (fill d'al-Hadi Izz-ad-Din)
- Al-Mutawàkkil I 1506-1555 (net d'al-Mahdí Àhmad)
- Al-Mutàhhar ibn al-Mutawàkkil 1547-1572 (fill)
- An-Nàssir al-Hàssan ibn Alí ibn Dàwud 1579-1585 (descendent d'al-Hadi Ali)
- Al-Mansur bi-L·lah al-Qàssim ibn Muhàmmad 1597-1620 (descendent d'ad-Da'i Yússuf)
- Al-Muàyyad bi-L·lah Muhàmmad ibn al-Mansur bi-L·lah al-Qàssim 1620-1644 (fill)
- Al-Mutawàkkil II 1644-1676 (germà)
- Al-Mahdí li-din-Al·lah Àhmad ibn al-Hàssan ibn al-Qàssim 1676-1681 (nebot)
- Al-Muàyyad bi-L·lah Muhàmmad ibn al-Mutawàkkil-ala-L·lah Ismaïl 1681-1686 (fill d'al-Mutawàkkil Ismaïl)
- Al-Mahdí Muhàmmad 1687-1718 (fill d'al-Mahdí Àhmad)
- Al-Mansur al-Hussayn I ibn al-Qasim 1716-1720 (net d'al-Mu'ayyad Muhàmmad I)
- Al-Mutawàkkil al-Qasim ibn al-Hàssan 1716-1727 (net d'al-Mahdí Àhmad)
- An-Nàssir Muhàmmad ibn Ishaq ibn al-Mahdí Àhmad 1723, d. 1754 (net d'al-Mahdí Àhmad)
- Al-Mansur al-Hussayn II 1727-1748 (fill d'al-Mutawàkkil al-Qasim)
- Al-Mahdí Abbàs 1748-1775 (fill)
- Al-Mansur Alí I 1775-1809 (fill)
- Al-Mutawàkkil Àhmad 1809-1816 (fill)
- Al-Mahdí Abd-Al·lah 1816-1835 (fill)
- Al-Mansur Alí II 1835-1837, d. 1871 (fill)
- Al-Nàssir Abd-Al·lah ibn al-Hàssan ibn al-Hàssan ibn Àhmad 1837-1840 (net d'al-Mahdí Abbàs)
- Al-Hadi Muhàmmad 1840-1844 (fill d'al-Mutawàkkil Àhmad)
- Al-Mansur Alí II 1844-1845 (segon mandat)
- Al-Mutawàkkil Muhàmmad ibn Yahya 1845-1849 (net d'al-Mansur Ali I)
- Al-Mansur Alí II 1849-1850 (tercer mandat)
- Al-Mansur Àhmad ibn Hàixim 1849-1853 (descendent d'al-Mansur Yahya)
- Al-Muàyyad Abbàs ibn Abd-ar-Rahman 1850 (descendent d'al-Mutawàkkil Ismaïl)
- Al-Mansur Alí II 1851 (quart mandat)
- Al-Hadi Ghàlib 1851-1852, d. 1885 (fill d'al-Mutawàkkil Muhàmmad)
- Al-Mansur Muhàmmad ibn Abd-Al·lah 1853-1890 (descendent de ad-Daí Yússuf)
- Al-Mutawàkkil al-Muhsin ibn Àhmad 1855-1878 (descendent d'al-Mutawàkkil al-Mutahhar ibn Yahya)
- Al-Hadi Ghàlib 1858-1872 (segon mandat, passim)
- Al-Mansur al-Hussayn III ibn Muhàmmad ibn al-Hadi 1859-1863, d. 1888
- Al-Hadi Xàraf-ad-Din ibn Muhàmmad ibn Abd-ar-Rahman 1878-1890 (descendent d'al-Muàyyad Yahya)
- Al-Mansur Muhàmmad ibn Yahya Hàmid-ad-Din 1890-1904 (descendent d'al-Mansur al-Qàssim)
- Yahya al-Mutawàkkil 1904-1948 (fill)
- Ahmed ibn Yahya ibn Mohammed Ud-din 1948-1962 (fill de Yahya al-Mutawàkkil)
- Al-Mansur Muhàmmad al-Badr 1962, d. 1996 (fill)
- Yahya Muhàmmad al-Wareeth 1962 (fill)